# Regionale (Nordrhein-Westfalen)
Eine Regionale ist eine regionale Strukturfördermaßnahme in Nordrhein-Westfalen. Um die Entwicklung zu fördern, bietet das Land Nordrhein-Westfalen im drei-, vor 2010 zweijährlichen Rhythmus einer Region die Möglichkeit, wegweisende und möglichst gemeinsame Projekte durchzuführen.
Die Regionen müssen sich in einem Wettbewerb mit ihren Konzepten durchsetzen. In einem Präsentationsjahr stellen die Regionen ihre Projekte der Öffentlichkeit vor. Im Juli 2004 wurde das Institut für Landes- und Stadtentwicklungsforschung und Bauwesen (ILS NRW) vom Ministerium für Bauen und Verkehr des Landes Nordrhein-Westfalen mit der Begleitforschung für die Regionalen ab 2006 beauftragt.
Die NRW-Landesregierung hat im Juni 2016 bekanntgegeben, dass das Strukturförderprogramm in den Jahren 2022 und 2025 fortgesetzt wird. Am 14. März 2017 wurde die Entscheidung für den Zuschlag der Regionalen in den Jahren 2022 und 2025 bekanntgegeben. Aus insgesamt sieben Bewerbern hat das Landeskabinett nun drei Regionen ausgewählt, d. h. in einem Jahr werden zwei Regionalen stattfinden. Welche Region in welchem Jahr zum Zuge kommt, wird noch festgelegt. Die drei Regionen sind:
- Bergisches Rheinland mit dem Oberbergischen Kreis, Teilen des Rhein-Sieg-Kreises und dem Rheinisch-Bergischen Kreis,
- Südwestfalen mit den Kreisen Soest, Olpe, Siegen-Wittgenstein, dem Märkischen Kreis und dem Hochsauerlandkreis,
- Ostwestfalen-Lippe mit den Kreisen Gütersloh, Herford, Höxter, Lippe, Minden-Lübbecke und Paderborn sowie der kreisfreien Stadt Bielefeld.[2]

An der Entscheidung wurde Kritik geäußert, da u. a. Regionen ausgewählt wurden, die schon einmal in den Genuss der millionenschweren Förderung gekommen waren.

## Regionalen seit 2000
- Regionale 2000: EXPO-Initiative Ostwestfalen-Lippe
- Regionale 2002: Euroga 2002 plus (Kreise Viersen, Mettmann, Neuss und die Städte Düsseldorf, Krefeld und Mönchengladbach sowie auf niederländischer Seite die Geweste Nord- und Midden-Limburg)
- Regionale 2004: links und rechts der Ems (Kreise Warendorf, Steinfurt und die Stadt Münster)
- Regionale 2006: Spurwechsel (Städte Wuppertal, Remscheid und Solingen)
- Regionale 2008: EuRegionale 2008 (Stadt Aachen, Kreise Aachen, Düren, Heinsberg, Euskirchen und die Regio Parkstadt Limburg, das Gewest Maastricht en Mergelland und die deutschsprachige Gemeinschaft Belgiens)
- Regionale 2010: Brückenschläge (Städte Köln, Bonn (siehe Grünes C), Leverkusen und die Kreise Rheinisch-Bergischer Kreis, Oberbergischer Kreis, Rhein-Erft-Kreis, Rhein-Sieg-Kreis)
- Regionale 2013: (Südwestfalen: Märkischer Kreis, Hochsauerlandkreis, sowie die Kreise Soest, Olpe und Siegen-Wittgenstein)
- Regionale 2016: ZukunftsLand (Westmünsterland mit den Kreisen Borken und Coesfeld sowie den Städten Werne, Selm, Haltern am See, Dorsten, Hamminkeln, Hünxe und Schermbeck)
- Regionale 2022: UrbanLand OstWestfalenLippe (Kreise Gütersloh, Minden-Lübbecke, Paderborn, Höxter, Lippe, Herford und die Stadt Bielefeld)
- Regionale 2025: Lust auf Zukunft! (Bergisches Land mit dem Oberbergischen Kreis, Teilen des Rhein-Sieg-Kreises und dem Rheinisch-Bergischen Kreis)